# ヒルベルト変換
数学および信号処理におけるヒルベルト変換（ヒルベルトへんかん、英: Hilbert  transform）は、実変数関数 u(t) を別の実変数関数 H(u)(t) へ写すある特定の線型作用素を言う。具体的にこの作用素は 1⁄πt との畳み込み:
{\displaystyle H(u)(t):={\frac {1}{\pi }}\int _{-\infty }^{\infty }{\frac {u(\tau )}{t-\tau }}\,d\tau :=H(\delta )(t)*u(t)=\delta (jt)*u(t)}
で与えられる。ただし、現れる広義積分はコーシー主値の意味でとる。このヒルベルト変換は周波数領域において特に単純な表現 —引数となる函数の各フーリエ成分に π/2(90°) の位相ずれ (phase shift) を生じさせる— を持つ。例えば、余弦函数 cos(ωt) (ω > 0) のヒルベルト変換は cos(ωt − π/2) となる。
信号処理におけるヒルベルト変換は、それが実数値信号 u(t) の解析的表現を導くという点において重要である。具体的に、u のヒルベルト変換を v とすれば、v は u の調和共軛となる。すなわち、v は実変数 t の函数であって、複素数値函数 u+iv がコーシー–リーマン方程式を満足するように複素上半平面まで延長可能となる。この設定でヒルベルト変換を最初に導入したのはダフィット・ヒルベルトで、解析函数に対するリーマン–ヒルベルト問題の特別の場合を解決するためであった。

## 導入
u のヒルベルト変換は u(t) とコーシー核と呼ばれる函数 h(t) ≔ 1/πt との畳み込みと考えることができる。h(t) は可積分でないから畳み込みの定義積分は収束しないが、代わりにコーシー主値（ここでは p.v. と書く）を用いることでヒルベルト変換は定義される。陽に書けば、函数（あるいは信号）u(t) のヒルベルト変換は {\displaystyle H(u)(t):={\frac {1}{\pi }}\operatorname {{\text{p.v.}}\!\!} \int _{-\infty }^{+\infty }{\frac {u(\tau )}{t-\tau }}\,d\tau } で—上記の積分が主値の意味で存在する限りにおいて—定義される。これはちょうど、u と緩増加超函数 p.v. 1/πt との畳み込みになっている。あるいはまた、変数変換を施すことにより、上記の主値積分を {\displaystyle H(u)(t)={\frac {2}{\pi }}\lim _{\varepsilon \to 0}\int _{\varepsilon }^{\infty }{\frac {u(t+\tau )-u(t-\tau )}{2\tau }}\,d\tau } と明示的に書くことができる。
函数 u にヒルベルト変換 H を続けて二回施すとき、定義に現れる二度の積分が適当な意味で収束する限りにおいて、得られる結果は u の符号反転: {\displaystyle H(H(u))(t)=-u(t)} である。特に、H の逆変換は −H になる。この事実を確認するには、u のフーリエ変換のもとでのヒルベルト変換の振る舞い（後述）を見ることがもっとも簡便である。
上半平面上の解析函数に対し、ヒルベルト変換は境界値の実部と虚部との間の関係を記述する。つまり、複素函数 f(z) が平面 ℑm z > 0 上で解析的かつ u(t) ≔ ℜe f(t + 0⋅i) と書くとき、u のヒルベルト変換が存在する限りにおいて ℑm f(t + 0⋅i) = H(u)(t) が定数を加える違いを除いて成立する。

### 記法について
信号処理において、u(t) のヒルベルト変換は一般的に (t) と書かれる。しかし、数学においてこの記法は、広く一般に u(t) のフーリエ変換を表すものとして既に用いられている。稀に、ヒルベルト変換が (t) と書かれているかもしれない。さらにいえば、本項で定義したのとは符号が逆のものをヒルベルト変換と定義する文献も多い。

## フーリエ変換との関係
ヒルベルト変換はフーリエ乗算作用素（すなわち、フーリエ変換のもと定数を乗じる操作として働く作用素）である。その乗率は、符号函数 sgn を用いて σH(ω) ≔ −i sgn(ω) で与えられる。すなわち、フーリエ変換を F と書くとき {\displaystyle {\mathcal {F}}(H(u))(\omega )=(-i\operatorname {sgn}(\omega ))\cdot {\mathcal {F}}(u)(\omega )} が成り立つ。フーリエ変換 F は、—適当な定数を掛けるだけの違いだが— 異なる定義がよくもちいられるものでも三種類あるが、符号函数は引数を正数倍しても変わらず sgn(x) = sgn(2πx) が成り立つから、上記の結果はどの定義のフーリエ変換でも変わらず適用できる。
オイラーの公式を適用すれば、{\displaystyle \sigma _{H}(\omega )={\begin{cases}i=e^{+i\pi /2},&{\text{for }}\omega <0\\0,&{\text{for }}\omega =0\\-i=e^{-i\pi /2},&{\text{for }}\omega >0\end{cases}}} と書けるから、したがって H(u)(t) は u(t) の負の周波数成分に +90° (π/2 rad) および正の周波数成分に −90° の位相ずらし (phase shft) を引き起こす。また i⋅H(u)(t) は正の周波数成分をそのままに、負の周波数成分をさらに +90°（計 +180° のずれ、つまり符号反転）を引き起こす。
ヒルベルト変換を二回反復適用するとき、u の負および正の周波数成分は、それぞれ +180° および −180° ずれて、これらのずれは一致する。よって、信号自体は符号が反転する: H(H(u)) = −u。これは {\displaystyle (\sigma _{H}(\omega ))^{2}=e^{\pm i\pi }=-1\qquad {\text{for }}\omega \neq 0} による。

## ヒルベルト変換表
次の表では、周波数パラメータ{\displaystyle \omega }は実数である。
| 信号{\displaystyle u(t)}                          | ヒルベルト変換{\displaystyle H(u)(t)} |
| ------------------------------------------------- | --- |
| 正弦{\displaystyle \sin(\omega t)}                | {\displaystyle \operatorname {sgn}(\omega )\sin \left(\omega t-{\tfrac {\pi }{2}}\right)=-\operatorname {sgn}(\omega )\cos(\omega t)}       |
| 余弦{\displaystyle \cos(\omega t)}                | {\displaystyle \operatorname {sgn}(\omega )\cos \left(\omega t-{\tfrac {\pi }{2}}\right)=\operatorname {sgn}(\omega )\sin(\omega t)}        |
| {\displaystyle e^{i\omega t}}                     | {\displaystyle \operatorname {sgn}(\omega )e^{i\left(\omega t-{\tfrac {\pi }{2}}\right)}=-i\cdot \operatorname {sgn}(\omega )e^{i\omega t}} |
| {\displaystyle 1 \over t^{2}+1}                   | {\displaystyle t \over t^{2}+1} |
| {\displaystyle e^{-t^{2}}}                        | {\displaystyle 2\pi ^{-1/2}F(t)}(ドーソン積分を参照)                                                                                        |
| sinc関数 {\displaystyle \sin(t) \over t}          | {\displaystyle 1-\cos(t) \over t} |
| 矩形関数 {\displaystyle \sqcap (t)}               | {\displaystyle {1 \over \pi }\ln \left\vert {t+{1 \over 2} \over t-{1 \over 2}}\right\vert }                                                |
| ディラックのデルタ関数 {\displaystyle \delta (t)} | {\displaystyle 1 \over \pi t} |
| 特性関数 {\displaystyle \chi _{[a,b]}(t)}         | {\displaystyle {\frac {1}{\pi }}\ln \left\vert {\frac {t-a}{t-b}}\right\vert }                                                              |
| Note 1. 2.                                        | |

幅広いヒルベルト変換の一覧表が利用可能 (King 2009b). 定数のヒルベルト変換は 0 となることに注意。

## 注